# Rachel Friend
Rachel Friend (ur. 8 stycznia 1970), australijska aktorka i dziennikarka telewizyjna.  W latach 1988–1990 występowała w popularnym australijskim serialu telewizyjnym Neighbours (Sąsiedzi).  W 1990 była laureatką nagrody Logie jako najpopularniejsza aktorka roku.
W 1993 wzięła ślub z australijskim aktorem i piosenkarzem Craigiem McLachlanem, którego poznała na planie Sąsiadów, ale w 1994 rozwiodła się z nim. W 2000 poślubiła australijskiego krykiecistę Stuarta MacGilla i ma z nim dwoje dzieci.